# Chirurgia addominale
La chirurgia addominale è quella branca della chirurgia generale che cura in maniera cruenta le malattie degli organi addominali quali fegato, pancreas, stomaco, colon, intestino tenue etc.
La chirurgia addominale può essere distinta in due tipi in base all'approccio tecnico che si intende utilizzare: la chirurgia addominale laparotomica e la chirurgia addominale laparoscopica o mini-invasiva.
| Controllo di autorità | LCCN (EN) sh85000101 · GND (DE) 4004714-3 · J9U (EN, HE) 987007292827105171 |